# Medalla de l'Exèrcit, Naval i Aèria
La Medalla de l'Exèrcit, Naval i Aèria és la màxima condecoració espanyola en temps de pau.
Es modifica el seu Reglament pel Reial decret 1040/2003, d'1 d'agost (BOE. Núm. 177). La concessió es produirà de forma molt excepcional. Té per objecte recompensar els qui, amb virtuts militars i professionals excel·lents, duguin a terme accions o fets distingits durant la prestació dels serveis que, ordinària o extraordinàriament, siguin encomanats a les Forces Armades, sempre que l'acció o el fet es realitzi en situacions diferents a les quals es desenvolupen en el transcurs dels conflictes armats o d'operacions militars que impliquin o puguin implicar l'ús de força armada.

## Medalla de l'Exèrcit
De ferro oxidat, ovalades, de 42 mil·límetres en el seu eix vertical i 28 mil·límetres en l'horitzontal. Portarà en la seva part superior una nansa oblonga de 15 mil·límetres en el sentit horitzontal i set mil·límetres en el vertical.
L'anvers, circumdant la seva vora, portarà un tall de plata i dins de l'oval hi haurà un sol naixent després del mar i una matrona, dempeus, representant Espanya, que ofrena, amb la mà destra, una corona de llorer i sosté una espasa, amb la sinistra. En la part superior de l'oval, ostentaran el lema: «Al mèrit distingit». La part compresa entre el tall de plata i la vora la constituirà una orla de dues branques de llorer en la qual alternen dos lleons i que, en la part superior, es rematarà amb un castell i es recolzarà, en la part inferior, en una cartela, en la qual anirà inscrita la data de concessió. El revers serà d'anàloga factura, ostentarà dins de l'oval l'emblema de l'Exèrcit de Terra, proporcionat a les dimensions de l'oval. La cinta serà de seda i de 30 mil·límetres d'ampla, dividida en tres parts: la central amb els colors nacionals, i les dels costats, de color verd cinabri fosc. Es portarà subjecta per una sivella daurada de la forma i dimensions proporcionades i usuals per a aquesta classe de condecoracions. Sobre la cinta es portarà un rectangle de metall daurat amb la llegenda corresponent a l'acció, en negre.

## Medalla Naval
De ferro oxidat, ovalades, de 42 mil·límetres en el seu eix vertical i 28 mil·límetres en l'horitzontal. Portarà en la seva part superior una nansa oblonga de 15 mil·límetres en el sentit horitzontal i set mil·límetres en el vertical.
L'anvers, circumdant la seva vora, portarà un tall de plata i dins de l'oval hi haurà un sol naixent després del mar i una matrona, dempeus, representant Espanya, que ofrena, amb la mà destra, una corona de llorer i sosté una espasa, amb la sinistra. En la part superior de l'oval, ostentaran el lema: «Al mèrit distingit». La part compresa entre el tall de plata i la vora la constituirà una orla de dues branques de llorer en la que alternen dos lleons i que, en la part superior, es rematarà amb un castell i es recolzarà, en la part inferior, en una cartela, en la qual anirà inscrita la data de concessió. El revers serà d'anàloga factura, ostentarà dins de l'oval l'emblema de l'Armada, que anirà repetit i entrecreuant-se ambdues ancores pel seu centre, proporcionat a les dimensions de l'oval. La cinta serà de seda i de 30 mil·límetres d'ampla, dividida en tres parts: la central amb els colors nacionals, i les dels costats, de color blau fosc. Es portarà subjecta per una sivella daurada de la forma i dimensions proporcionades i usuals per a aquesta classe de condecoracions. Sobre la cinta es portarà un rectangle de metall daurat amb la llegenda corresponent a l'acció, en negre.

## Medalla Aèria
De ferro oxidat, ovalades, de 42 mil·límetres en el seu eix vertical i 28 mil·límetres en l'horitzontal, i portarà en la seva part superior una nansa oblonga de 15 mil·límetres en el sentit horitzontal i set mil·límetres en el vertical
L'anvers, circumdant la seva vora, portarà un tall de plata i dins de l'oval hi haurà un sol naixent després del mar i una matrona, dempeus, representant Espanya, que ofrena, amb la mà destra, una corona de llorer i sosté una espasa, amb la sinistra. En la part superior de l'oval, ostentaran el lema: «Al mèrit distingit». La part compresa entre el tall de plata i la vora la constituirà una orla de dues branques de llorer en la que alternen dos lleons i que, en la part superior, es rematarà amb un castell i es recolzarà, en la part inferior, en una cartela, en la qual anirà inscrita la data de concessió. El revers serà d'anàloga factura, ostentarà dins de l'oval l'emblema de l'Exèrcit de l'Aire, proporcionat a les dimensions de l'oval. La cinta serà de seda i de 30 mil·límetres d'ampla, dividida en tres parts: la central amb els colors nacionals, i les dels costats, de color blau. Es portarà subjecta per una sivella daurada de la forma i dimensions proporcionades i usuals per a aquesta classe de condecoracions. Sobre la cinta es portarà un rectangle de metall daurat amb la llegenda corresponent a l'acció, en negre.
| Insígnies i Passadors |               |               |
|                       |               |               |
| Medalla de l'Exèrcit  | Medalla Naval | Medalla Aèria |

## Conclusió
També poden concedir-se amb caràcter col·lectiu, donant dret llavors a un distintiu brodat en la màniga esquerra de l'uniforme; el motiu central és el mateix que el revers de la Medalla brodat sobre seda del color dominant de la cinta i amb l'orla de llorers i lleons ja descrita però sense el castell en la part superior.
D'aquestes recompenses existeixen també els distintius en forma de corbates per a Banderes i Estendards, Guions-Ensenyes, plaques i gallardets de la mateixa forma i amb igual finalitat que els de la Medalla Militar.